# Кобі Шабтай
Яков «Кобі» Шабтай (івр. יעקב (קובי) שבתאי. нар. 11 листопада 1964, Ашкелон, Ізраїль) — 19-й комісар ізраїльської поліції з 17 січня 2021 року. До цього він обіймав посаду начальника прикордонної поліції Ізраїлю.

## Біографія
Кобі Шабтай народився 11 листопада 1964 року в місті Ашкелон, у родині іракських єврейських іммігрантів. Кобі одружений, та має трьох доньок, одна з них, служить патрульним офіцером поліції, а інша у прикордонній поліції.

## Кар'єра
У 1982 році Шабтай був зарахований до 202-го батальйону десантної бригади ЦАГАЛЮ . Його було відправлено у резев у 1987 році після закінчення служби в званні «Серен» (капітан). 
У липні 2020 року у Шабтая було діагнозовано COVID-19[значущість факту?].

### Комісар ізраїльської поліції
Шабтай був призначений комісаром поліції Ізраїлю 17 січня 2021 року, змінивши на цій посаді Моті Коена.
25 квітня 2021 року Шабтай наказав зняти барикади, які перешкоджали доступу до Дамаських воріт у Східному Єрусалимі після протестів .
Після трагедії на горі Мерон у 2021 році Шабтай заявив, що не дозволить поліцейським вважатися козлом відпущення за цей інцидент.
У розмові з міністром національної безпеки Ізралю Ітамаром Бен-Ґвіром, Шабтай промовив наступне: «Ми нічого не можемо зробити. Вони вбивають один одного. Це в їхній природі. Такий менталітет арабів», у результаті чого провідні ізраїльські арабські політики закликали його звільнення за антиарабський расизм.